# خواب بی‌وقت حوریه
خواب بی‌وقت حوریه نمایشنامه‌ای سه‌پرده‌ای از محمّد چرم‌شیر است که داستان سه شخصیت را در زمان موشکباران تهران بازگو می‌کند. چرمشیر این نمایشنامه را در سال ۱۳۷۲ نوشته است و یک سال بعد در جشنواره دفاع مقدس اجرا شده و جایزه ویژه هیئت داوران و همچنین بهترین بازیگر نقش دوم زن را دریافت کرده است. بعدها در سال ۱۳۸۷ بار دیگر این نمایش در کارگاه نمایش تئاتر شهر به صحنه رفت. بعدتر نیز موفق به دریافت جایزه بهترین نمایشنامه از سی و نهمین دوره از جشنواره تئاتر فجر شد.
خواب بی‌وقت حوریه در سال ۱۳۷۸، توسط انتشارات صنوبر در مجلد شبانه به‌چاپ رسیده است. در این کتاب چهار نمایش‌نامه گفتگوی بی‌پایان ستاره با مادرش در وقت مردن، روزگار و نغمه‌هایش، خواب بی‌وقت حوریه و شبانه گنجانده شده است.

## شخصیت‌ها
- حوریه
- شمسی
- سرهنگ

## داستان
خواب بی‌وقت حوریه روایتگر داستانی تراژیک از زندگی سه زن در زمان موشکباران تهران سال‌های ۱۳۶۵ و ۱۳۶۶ است که در یک خانه استیجاری زندگی می‌کنند. حوریه، شمسی و سرهنگ در یک خانه جنوب شهری مستأجرند و دغدغه‌های خود را دارند. ظاهراً زندگی در این خانه جریان دارد، اما موشک‌ها در حال باریدن هستند!
چرم‌شیر در طول سه پرده، لحظاتی از زندگی پر بیم و امید این زن‌ها را در غیاب مردان به‌تصویر می‌کشد. غیابی که به اشکال مختلف و لابه‌لای حرف‌های شخصیت‌ها تأکید ویژه‌ای بر آن گذاشته می‌شود. هریک از این زنان به‌عنوان نماینده نسل‌هایی که با غیاب مردان خویش روبه‌رو هستند جنبه‌ای از این خلاء را آشکار می‌کنند. شخصیت سرهنگ به‌عنوان کاراکتری که هیچ نشانه‌ای مبنی بر وجود مردی در زندگی‌اش در نمایشنامه نیست و ممکن است وضعیتی که در آن به سر می‌برد تجلی حتمی شرایط جنگی نیز نباشد، خلاء مرد در زندگی‌اش را از طریق اسمی مردانه و در عین حال نظامی (سرهنگ) و شکل حمایت‌گرانه‌اش از شمسی و حوریه به‌دست می‌آورد، که گاه غیرتمندانه حوریه را برای این‌که روی تختی در حیاط خانه خوابیده و ممکن است چشم نامحرمی او را زیر نظر بگیرد مورد انتقاد قرار می‌دهد. از سوی دیگر گویی او مستحیل در نقش اسطوره‌ای مرد شکارچی که در روزگار کهن برای تهیه غذا از غار خارج می‌شد و وظیفه سیر کردن شکم همسرش را داشت، حالا باید در سفره کشته‌شدگان و شهدای شهر، آذوقه‌ای برای ایفای نقش مردانه‌اش در برابر حوری و شمسی بیابد. در صحنه پایانی این رفتار زمانی به اوج می‌رسد که سرهنگ گردنبند طلایش را به‌عنوان هدیه عروسی دختر شمسی، در ظرف غذایی قرار می‌دهد که در غیاب او برایش آورده است. با این حال مجموعه رفتارهای حمایت‌گرانه سرهنگ از طرف شمسی به‌مثابه زنی که یک تنه شرایط دشوار اداره خود و فرزندانش را پذیرفته است، مورد قبول نیست و به سختی نکوهش می‌شود. با آن که شمسی از قاب تصویر نوعی تیپ زنان جنوب شهری قصه‌ها و داستان‌های ایرانی؛ که همواره گوشه چادر به دندان مشغول شستن رخت در لگن‌های فلزی و نیازمند سایه بالاسر هستند، بیرون آمده، اما مقاومت او در برابر نگرفتن غذای اموات از شمسی و حتی سر و سامان دادن عروسی دختر نوجوان‌ش در انتهای نمایشنامه، نمونه‌ای از پذیرش نقشی دو وجهی» زن/مرد» از این کاراکتر را آشکار می‌کند، که حتی پس از آمدن مردش به‌جای احساس امنیت و آرامش باید مراقب بروز احتمالی رفتارهای ناشایست او در مجلس عروسی دخترش باشد.